# Macroglossum lepidum
Macroglossum lepidum är en fjärilsart som beskrevs av Rothschild och Jordan 1915. Macroglossum lepidum ingår i släktet Macroglossum och familjen svärmare. Inga underarter finns listade i Catalogue of Life.